# Collegio di Arfon
Arfon è stato un collegio elettorale gallese rappresentato alla Camera dei comuni del Parlamento del Regno Unito. Eleggeva un membro del parlamento con il sistema maggioritario a turno unico; il collegio è stato abolito in occasione della revisione periodica del 2024.

## Estensione
Quando fu creato nel 1885, il collegio di Arfon fu definito come insieme delle divisioni sessionali di Bangor, Conway e Nant-Conway, con le parrocchie di Llanddeinilen e Llanberis. Il collegio comprendeva i borough di Bangor e Conway, che erano state parte del collegio di Caernafron. Solo coloro che erano proprietari di terre all'interno del borough potevano disporre di un secondo voto.
I ward utilizzati oggi per costituire il collegio di Arfon erano interamente contenuti nella contea preservata di Gwynedd, ed erano Arllechwedd, Bethel, Bontnewydd, Cadnant, Cwm-y-Glo, Deiniol, Deiniolen, Dewi, Garth, Gerlan, Glyder, Groeslon, Hendre, Hirael, Llanberis, Llanllyfni, Llanrug, Llanwnda, Marchog, Menai (Bangor), Menai (Caernarfon), Ogwen, Peblig (Caernarfon), Penisarwaun, Pentir, Penygroes, Seiont, Talysarn, Tregarth and Mynydd Llandygai, Waunfawr e Y Felinheli.

## Membri del parlamento
| Elezione | Elezione      | Deputato              | Partito               |
| -------- | ------------- | --------------------- | --------------------- |
|          | 1885          | William Rathbone      | Liberale              |
| 1895     | William Jones |                       | Liberale              |
| 1915 (S) | Caradoc Rees  |                       | Liberale              |
|          | 1918          | Collegio abolito      | Collegio abolito      |
|          | 2010          | Collegio ri-istituito | Collegio ri-istituito |
|          | 2010          | Elfyn Llwyd           | Plaid Cymru           |
|          | 2024          | Collegio abolito      | Collegio abolito      |

## Elezioni

### Elezioni negli anni 2010
| Partito                    | Partito                                  | Candidato                  | Risultati 12 dicembre 2019 | Risultati 12 dicembre 2019 |
| Partito                    | Partito                                  | Candidato                  | Voti                       | %                          |
| -------------------------- | ---------------------------------------- | -------------------------- | -------------------------- | -------------------------- |
|                            | Plaid Cymru                              | Hywel Williams             | 13 134                     | 45,17                      |
|                            | Laburista                                | Steffie Williams Roberts   | 10 353                     | 35,61                      |
|                            | Conservatore                             | Gonul Daniels              | 4 428                      | 15,23                      |
|                            | Brexit                                   | Gary Gribben               | 1 159                      | 3,99                       |
|                            |                                          |                            |                            |                            |
| Iscritti                   | Iscritti                                 | Iscritti                   | 42 215                     | 100,00                     |
| ↳ Votanti (% su iscritti)  | ↳ Votanti (% su iscritti)                | ↳ Votanti (% su iscritti)  | 29 074                     | 68,87                      |
| ↳ Astenuti (% su iscritti) | ↳ Astenuti (% su iscritti)               | ↳ Astenuti (% su iscritti) | 13 141                     | 31,13                      |
|                            |                                          |                            |                            |                            |
|                            | Esito: collegio confermato a Plaid Cymru |                            |                            |                            |

| Partito                    | Partito                                  | Candidato                  | Risultati 8 giugno 2017 | Risultati 8 giugno 2017 |
| Partito                    | Partito                                  | Candidato                  | Voti                    | %                       |
| -------------------------- | ---------------------------------------- | -------------------------- | ----------------------- | ----------------------- |
|                            | Plaid Cymru                              | Hywel Williams             | 11 519                  | 40,84                   |
|                            | Laburista                                | Mary Clarke                | 11 427                  | 40,51                   |
|                            | Conservatore                             | Philippa Parry             | 4 614                   | 16,36                   |
|                            | Lib Dem                                  | Calum Davies               | 648                     | 2,30                    |
|                            |                                          |                            |                         |                         |
| Iscritti                   | Iscritti                                 | Iscritti                   | 41 360                  | 100,00                  |
| ↳ Votanti (% su iscritti)  | ↳ Votanti (% su iscritti)                | ↳ Votanti (% su iscritti)  | 28 208                  | 68,20                   |
| ↳ Astenuti (% su iscritti) | ↳ Astenuti (% su iscritti)               | ↳ Astenuti (% su iscritti) | 13 152                  | 31,80                   |
|                            |                                          |                            |                         |                         |
|                            | Esito: collegio confermato a Plaid Cymru |                            |                         |                         |

| Partito                    | Partito                                  | Candidato                  | Risultati 7 maggio 2015 | Risultati 7 maggio 2015 |
| Partito                    | Partito                                  | Candidato                  | Voti                    | %                       |
| -------------------------- | ---------------------------------------- | -------------------------- | ----------------------- | ----------------------- |
|                            | Plaid Cymru                              | Hywel Williams             | 11 790                  | 43,93                   |
|                            | Laburista                                | Alun Pugh                  | 8 122                   | 30,26                   |
|                            | Conservatore                             | Anwen Barry                | 3 521                   | 13,12                   |
|                            | UKIP                                     | Simon Wall                 | 2 277                   | 8,48                    |
|                            | Lib Dem                                  | Mohammed Shultan           | 718                     | 2,68                    |
|                            | Laburista Socialista                     | Kathrine Jones             | 409                     | 1,52                    |
|                            |                                          |                            |                         |                         |
| Iscritti                   | Iscritti                                 | Iscritti                   | 40 478                  | 100,00                  |
| ↳ Votanti (% su iscritti)  | ↳ Votanti (% su iscritti)                | ↳ Votanti (% su iscritti)  | 26 837                  | 66,30                   |
| ↳ Astenuti (% su iscritti) | ↳ Astenuti (% su iscritti)               | ↳ Astenuti (% su iscritti) | 13 641                  | 33,70                   |
|                            |                                          |                            |                         |                         |
|                            | Esito: collegio confermato a Plaid Cymru |                            |                         |                         |

| Partito                    | Partito                                        | Candidato                  | Risultati 6 maggio 2010 | Risultati 6 maggio 2010 |
| Partito                    | Partito                                        | Candidato                  | Voti                    | %                       |
| -------------------------- | ---------------------------------------------- | -------------------------- | ----------------------- | ----------------------- |
|                            | Plaid Cymru                                    | Hywel Williams             | 9 383                   | 35,98                   |
|                            | Laburista                                      | Alun Pugh                  | 7 928                   | 30,40                   |
|                            | Conservatore                                   | Robin Millar               | 4 416                   | 16,93                   |
|                            | Lib Dem                                        | Sarah Green                | 3 666                   | 14,06                   |
|                            | UKIP                                           | Elwyn Williams             | 685                     | 2,63                    |
|                            |                                                |                            |                         |                         |
| Iscritti                   | Iscritti                                       | Iscritti                   | 41 197                  | 100,00                  |
| ↳ Votanti (% su iscritti)  | ↳ Votanti (% su iscritti)                      | ↳ Votanti (% su iscritti)  | 26 078                  | 63,30                   |
| ↳ Astenuti (% su iscritti) | ↳ Astenuti (% su iscritti)                     | ↳ Astenuti (% su iscritti) | 15 119                  | 36,70                   |
|                            |                                                |                            |                         |                         |
|                            | Esito: collegio a Plaid Cymru (nuovo collegio) |                            |                         |                         |

## Risultati dei referendum
|             | Collegio | Lasciare UE % | Rimanere in UE % |
| ----------- | -------- | ------------- | ---------------- |
|             | Arfon    | 34,9%         | 65,1%            |
|             | Galles   | 52,5%         | 47,5%            |
| Regno Unito | 51,9%    | 48,1%         |                  |